# Lijst van rijksmonumenten in Terneuzen (gemeente)
De gemeente Terneuzen telt 74 inschrijvingen in het rijksmonumentenregister. Hieronder een overzicht. 

## Axel
De plaats Axel telt 15 inschrijvingen in het rijksmonumentenregister. Zie Lijst van rijksmonumenten in Axel voor een overzicht.

## Biervliet
De plaats Biervliet telt 11 inschrijvingen in het rijksmonumentenregister. Zie Lijst van rijksmonumenten in Biervliet voor een overzicht.

## Hoek
De plaats Hoek telt 3 inschrijvingen in het rijksmonumentenregister.
| Object                    | Oorspronkelijke functie?  | Bouwjaar  | Architect | Locatie           | Coördinaten?                  | Nr.?   | Afbeelding        |
| ------------------------- | ------------------------- | --------- | --------- | ----------------- | ----------------------------- | ------ | ----------------- |
| Boerderij "Weinig Rust"   | Boerderij                 | 1854      |           | Binnendijk 5      | 51° 18' 9" NB, 3° 47' 22" OL  | 35020  | Meer afbeeldingen |
| Windlust                  | Industrie- en poldermolen | 1856-1857 |           | Langestraat bij 1 | 51° 18' 33" NB, 3° 46' 38" OL | 35021  | Meer afbeeldingen |
| Nederlands Hervormde Kerk | Kerk en kerkonderdeel     | 1900-1905 |           | Langestraat 6     | 51° 18' 33" NB, 3° 46' 40" OL | 508127 | Meer afbeeldingen |

## Koewacht
De plaats Koewacht telt 1 inschrijving in het rijksmonumentenregister.
| Object                                                   | Oorspronkelijke functie? | Bouwjaar | Architect | Locatie            | Coördinaten?                  | Nr.? | Afbeelding  |
| -------------------------------------------------------- | ------------------------ | -------- | --------- | ------------------ | ----------------------------- | ---- | ----------- |
| Vrijstaand woonhuis in rode baksteen met pannen zadeldak | Woonhuis                 | 1808     |           | Hazelarenstraat 39 | 51° 14' 14" NB, 3° 55' 24" OL | 8463 | Upload foto |

## Magrette
De plaats Magrette telt 1 inschrijving in het rijksmonumentenregister.
| Object    | Oorspronkelijke functie? | Bouwjaar | Architect | Locatie    | Coördinaten?                  | Nr.? | Afbeelding  |
| --------- | ------------------------ | -------- | --------- | ---------- | ----------------------------- | ---- | ----------- |
| Vaartwijk | Woonhuis                 |          |           | Magrette 2 | 51° 17' 21" NB, 3° 53' 48" OL | 8465 | Upload foto |

## Overslag
De plaats Overslag telt 1 inschrijving in het rijksmonumentenregister.
| Object                     | Oorspronkelijke functie?  | Bouwjaar                     | Architect | Locatie            | Coördinaten?                 | Nr.?   | Afbeelding        |
| -------------------------- | ------------------------- | ---------------------------- | --------- | ------------------ | ---------------------------- | ------ | ----------------- |
| Restant van de Ronde Molen | Industrie- en poldermolen | 1859 (bouw) 1925 (onttakeld) |           | De Gebuurte bij 1A | 51° 12' 7" NB, 3° 53' 16" OL | 527506 | Meer afbeeldingen |

## Philippine
De plaats Philippine telt 3 inschrijvingen in het rijksmonumentenregister.
| Object                                                                    | Oorspronkelijke functie?  | Bouwjaar | Architect                                                                         | Locatie                  | Coördinaten?                  | Nr.?   | Afbeelding                                                                |
| ------------------------------------------------------------------------- | ------------------------- | -------- | --------------------------------------------------------------------------------- | ------------------------ | ----------------------------- | ------ | ------------------------------------------------------------------------- |
| Hardstenen grenspaal                                                      | Grensafbakening           | ca. 1770 |                                                                                   | Philipsplein tegenover 1 | 51° 16' 49" NB, 3° 45' 33" OL | 33047  | Meer afbeeldingen                                                         |
| Tweezijdig aangebouwd stadhuis van één bouwlaag en een kapverdieping hoog | Bestuursgebouw en onderdl | 1869     |                                                                                   | Stadhuisplein 1          | 51° 16' 49" NB, 3° 45' 32" OL | 509987 | Tweezijdig aangebouwd stadhuis van één bouwlaag en een kapverdieping hoog |
| Onze-Lieve-Vrouw-Hemelvaartkerk                                           | Kerk en kerkonderdeel     | 1954     | Alphons M. Siebers Wilhelm M. van Dael architectenbureau Van Zantbeek en Schoonis | Philipsplein 10          | 51° 16' 48" NB, 3° 45' 37" OL | 530896 | Meer afbeeldingen                                                         |

## Sas van Gent
De plaats Sas van Gent telt 7 inschrijvingen in het rijksmonumentenregister.
| Object                                                               | Oorspronkelijke functie?  | Bouwjaar              | Architect      | Locatie            | Coördinaten?                  | Nr.?   | Afbeelding        |
| -------------------------------------------------------------------- | ------------------------- | --------------------- | -------------- | ------------------ | ----------------------------- | ------ | ----------------- |
| Gewit bakstenen woonhuis met pannen zadeldak en zwart geteerde plint | Boerderij                 |                       |                | Sint Albertdijk 15 | 51° 15' 11" NB, 3° 48' 18" OL | 33041  | Upload foto       |
| Huis 'De Hertog van Marlborough'                                     | Woonhuis                  | Na 1647               |                | Oostkade 31        | 51° 13' 35" NB, 3° 48' 8" OL  | 33042  | Meer afbeeldingen |
| Huis 'Het Oude Klooster'                                             | Woonhuis                  | eerste helft 19e eeuw |                | Westkade 103       | 51° 13' 43" NB, 3° 48' 3" OL  | 33045  | Meer afbeeldingen |
| Getijdenmolen op bastion Zeelandia                                   | Industrie- en poldermolen | 1696                  |                | Kloosterlaan 71    | 51° 13' 47" NB, 3° 47' 60" OL | 33046  | Meer afbeeldingen |
| Walmolen op bastion Generaliteit                                     | Industrie- en poldermolen | 1828                  |                | Westdam 6          | 51° 13' 38" NB, 3° 47' 48" OL | 387338 | Meer afbeeldingen |
| Gangenstelsel onder bastion Generaliteit                             | Fort, vesting en -onderdl | 1640-1700             |                | Westdam bij 6      | 51° 13' 38" NB, 3° 47' 48" OL | 387344 | Meer afbeeldingen |
| Maria Hemelvaartskerk                                                | Kerk en kerkonderdeel     | 1892                  | Joseph Cuypers | Markt 4            | 51° 13' 40" NB, 3° 47' 58" OL | 509986 | Meer afbeeldingen |

## Spui
De plaats Spui telt 1 inschrijving in het rijksmonumentenregister.
| Object      | Oorspronkelijke functie? | Bouwjaar | Architect | Locatie       | Coördinaten?                  | Nr.?  | Afbeelding        |
| ----------- | ------------------------ | -------- | --------- | ------------- | ----------------------------- | ----- | ----------------- |
| Eben Haëzer | Korenmolen               | 1807     |           | Pootersdijk 4 | 51° 17' 54" NB, 3° 52' 41" OL | 35023 | Meer afbeeldingen |

## Terneuzen
De plaats Terneuzen telt 8 inschrijvingen in het rijksmonumentenregister. Zie Lijst van rijksmonumenten in Terneuzen (plaats) voor een overzicht.

## Westdorpe
De plaats Westdorpe telt 3 inschrijvingen in het rijksmonumentenregister.
| Object                                                        | Oorspronkelijke functie? | Bouwjaar                          | Architect | Locatie                | Coördinaten?                  | Nr.?   | Afbeelding                                           |
| ------------------------------------------------------------- | ------------------------ | --------------------------------- | --------- | ---------------------- | ----------------------------- | ------ | ---------------------------------------------------- |
| Forse boerenhoeve, woonhuis en schuur los van elkaar          | Boerderij                | 1612-1621 (grenspalen bij ingang) |           | Graafjansdijk A bij 83 | 51° 13' 54" NB, 3° 49' 8" OL  | 33049  | Forse boerenhoeve, woonhuis en schuur los van elkaar |
| Bierbrouwerij "De Volharding", later genoemd "Van Waes Boots" | Industrie                | 1904-1905                         |           | Graafjansdijk B 119    | 51° 14' 22" NB, 3° 50' 40" OL | 509988 | Meer afbeeldingen                                    |
| De Zwartenhoekse zeesluis                                     | Uitwateringsluis         | 1788-1789                         |           | Sasdijk bij 1          | 51° 15' 4" NB, 3° 51' 21" OL  | 528267 | Meer afbeeldingen                                    |

## Zaamslag
De plaats Zaamslag telt 14 inschrijvingen in het rijksmonumentenregister. Zie Lijst van rijksmonumenten in Zaamslag voor een overzicht.

## Zuiddorpe
De plaats Zuiddorpe telt 6 inschrijvingen in het rijksmonumentenregister.
| Object | Oorspronkelijke functie?  | Bouwjaar      | Architect | Locatie          | Coördinaten?                 | Nr.?   | Afbeelding                                                                                                |
| --- | ------------------------- | ------------- | --------- | ---------------- | ---------------------------- | ------ | --- |
| Onze-Lieve-Vrouw-ten-Hemelopnemingskerk                                                                   | Kerk en kerkonderdeel     | 1886          |           | Dorpsplein 1     | 51° 14' 7" NB, 3° 54' 18" OL | 508091 | Meer afbeeldingen                                                                                         |
| Groep van in totaal acht halfopen kapellen                                                                | Kapel                     | 1888          |           | Dorpsplein bij 1 | 51° 14' 7" NB, 3° 54' 18" OL | 508092 | Groep van in totaal acht halfopen kapellen                                                                |
| Grafmonument in neo-gotische trant van de familie Onghena-Van Haelst                                      | Begraafplaats en -onderdl | 19e eeuw      |           | Dorpsplein bij 1 | 51° 14' 7" NB, 3° 54' 18" OL | 508093 | Grafmonument in neo-gotische trant van de familie Onghena-Van Haelst                                      |
| Grafmonument met een staand monument in fantasiestijl met kruis-bekroning voor de fam. Van Haelst-Thomaes | Begraafplaats en -onderdl | laat 19e eeuw |           | Dorpsplein bij 1 | 51° 14' 7" NB, 3° 54' 18" OL | 508094 | Grafmonument met een staand monument in fantasiestijl met kruis-bekroning voor de fam. Van Haelst-Thomaes |
| Vermoedelijk enige tijd na de bouw van de kerk aangebrachte afscheiding van het kerkterrein               | Erfscheiding              | 1886-1900     |           | Dorpsplein bij 1 | 51° 14' 7" NB, 3° 54' 17" OL | 508095 | Upload foto                                                                                               |
| Pand in art-décotrant, ontstaan uit twee oudere gebouwen                                                  | Woonhuis                  | ca. 1920      |           | Dorpsplein 11    | 51° 14' 5" NB, 3° 54' 15" OL | 508107 | Pand in art-décotrant, ontstaan uit twee oudere gebouwen                                                  |

Borsele ·
Goes ·
Hulst ·
Kapelle ·
Middelburg ·
Noord-Beveland ·
Reimerswaal ·
Schouwen-Duiveland ·
Sluis ·
Terneuzen ·
Tholen ·
Veere ·
Vlissingen